# Арктическая политика Канады

Арктические территории Канады

Арктическая политика Канады — проводимая государством внешняя политика, основанная на положениях «Северной стратегии Канады». Приоритетными целями Канады в Арктике являются: защита суверенности подконтрольных ей арктических территорий, социально-экономическое развитие региона, защита коренных народов и сохранение окружающей среды, развитие органов местного самоуправления. Канада входит в международную региональную структуру «Арктический совет» — восьмёрку так называемых «официальных» арктических государств, что сотрудничают в области охраны окружающей среды и развития приполярных районов.

## История
Главной особенностью государственной политики Канады в отношении Арктики является то, что эта страна первой сформировала концептуальную базу для реализации своих национальных интересов в регионе. В 1996 году Канада была единственным государством, что создало соответствующую нормативно-правовую базу, организационную структуру и модель международного сотрудничества в Арктическом бассейне. Ярким примером такой модели стало образование по её инициативе — Арктического совета, правила и особенности функционирования которого были приняты другими арктическими государствами по умолчанию. Обновленные основы внешнеполитической деятельности Канады по вопросам международного сотрудничества в Арктике были изложены 8 июня 2000 года в специальном заявлении МИДа страны, которое было адресовано официальным представителям власти Дании, России, США, Исландии, Норвегии, Финляндии и Швеции. Согласно положениям этого заявления канадское правительство придерживается принципов тотальной глобализации экономических и политических процессов в регионе, исключив методы уступок и конфронтации, что действовали ранее в период «холодной войны». После этого выработку доктринальных взглядов и реализацию интересов страны в Арктическом регионе, решении региональных вопросов было возложено на — Федеральный совет по Арктике.
В 2009 году был принят документ, в котором была определена внешняя и внутренняя политика Канады под названием — «Северная стратегия Канады: Наш Север, наше наследие, наше будущее» (англ. Canada's Northern Strategy: Our North, Our Future, Our Heritage). В нём основные положения сводились к следующему:
- защита суверенитета Канады в арктическом секторе;
- обеспечение социально-экономического развития канадского Севера;
- защита окружающей среды и адаптация к изменениям климата;
- развитие самоуправления, хозяйственной и политической активности северных территорий как части политики по освоению Севера[3].

Во время пребывания на посту премьер-министра Канады Стивен Харпер в рамках осуществления «Северной стратегии Канады» отстаивал позицию увеличение военного присутствия в Арктике, а также социально-экономического развития и охраны окружающей среды в полярных широтах. Харпер отмечал важность военного присутствия в Арктике, настаивал на продолжении проведения военных учений сухопутных сил, ВМС и ВВС Канады. Также, премьер-министр предполагал основать 2 новые военно-морские базы, модернизировать 2 уже имеющиеся и построить 3 новейших современных тяжелых ледокола. Мировой финансово-экономический кризис заморозил реализацию этих планов, но не привел к полному отказу от них.
На сегодняшний день доля канадского сектора Арктики составляет 25 % и по своей величине уступает лишь российскому сектору (40 %). Среди основных интересов Канады в Арктике можно выделить перспективу разработки нефтегазовых месторождений. Помимо традиционных месторождений нефти и газа в прибрежной зоне канадской Арктики обнаружены огромные запасы гидрата метана. В случае старта его промышленной добычи этих запасов хватит на несколько сотен лет. При этом Канада на данный момент не ведет бурения на своем арктическом шельфе. Наряду с нефтегазовыми ресурсами на территории Северной Канады расположены значительные запасы ценных минералов: залежи алмазов, золота, ртути, меди, цинка, урана. Таяние полярных льдов, которое увеличивает время навигации по Северо-западному проходу, не оставляет в стороне Канаду, которая претендует на контроль над ним. Вместе с тем сокращение ледяной поверхности означает потенциально новые возможности для доступа на эти территории нелегальных мигрантов и террористов. Канада, как и Россия, придерживается секторального принципа деления арктических пространств, который направлен на обеспечение контроля над арктическими пространствами вплоть до Северного полюса. В этом случае разграничительная линия условно проводится от Северного полюса по меридиану до крайних восточной и западной точек континентального арктического побережья Канады.

## Международное сотрудничество
29 июня 2021 года министр национальной обороны Канады Харджит Саджан в ходе видеоконференции с координатором США по Арктическому региону Джеймсом ДеХартом, прошедшей в рамках Вашингтонского форума ЕС по обороне в Арктике, обсудил стратегическое значение Арктики в условиях изменения климата в регионе. По мнению канадского министра, изменение климата представляет собой непосредственные и долгосрочные проблемы для обороны и безопасности Канады в Арктике, где ускоренная деградация вечной мерзлоты и прибрежная эрозия угрожают инфраструктуре королевства. Также Харджит Саджан также высказался за необходимость укрепления континентальной обороны с помощью NORAD - канадско-американского командования воздушно-космической обороны Северной Америки.